# Zeche Blumenthal
Die Zeche Blumenthal ist ein ehemaliges Steinkohlenbergwerk in Dortmund-Berghofen. Das Bergwerk war auch unter dem Namen Zeche Blumendahl bekannt.

## Geschichte

### Die Anfänge
Im Jahr 1754 erfolgte die Vermessung des Grubenfeldes, anschließend wurde die Konzession an Christian Vahlefeld (genannt Palcken) erteilt. Noch im selben Jahr wurde ein querschlägiger Stollen angesetzt. Im Jahr 1755 war das Bergwerk mit zwei Bergleuten in Betrieb. Nachdem der Stollen mehrere Jahre aufgefahren worden war, wurde im Jahr 1760 nach einer Auffahrungslänge von 150 Fuß das Flöz erreicht. Die am 21. März entblößte Kohlenbank hatte eine Mächtigkeit von einem Fuß und acht Einheit. Die Gewerken beabsichtigten, eine Mutung für die Kohlenbank einzulegen und die Belehnung zu beantragen. Wenig später wurde am 27. März die Mutung auf die entblößte Kohlenbank unter dem Namen Blumenthaler Nebenbank eingelegt. Als Muter traten auf Christian Palcken und Mathias Schmitt. Die Gewerken beantragten ein Grubenfeld mit der Größe einer Fundgrube und drei Maaßen. Am 31. März desselben Jahres wurde ein Längenfeld verliehen. Beide Gewerken waren zur Hälfte an dem Bergwerkseigentum beteiligt.

### Die weiteren Jahre
Im Jahr 1771 lag das Bergwerk in Fristen. Grund für diese Maßnahme war der mangelnde Kohlenabsatz. Am 15. April gab der Gewerke Christian Vahlefeld beim Bergamt zu Protokoll, dass er vor längerer Zeit eine Mutung auf eine Kohlenbank eingelegt hätte und er auch einen Stollen auf diese Kohlenbank aufgefahren hätte. Allerdings wären alle seine Unterlagen während des Krieges abhandengekommen. Die anderen Gewerken hätten kein Interesse an der Weiterführung des Bergwerkes. Der Gewerke Christian Vahlefeld beabsichtigte, die Zeche als Alleingewerke weiter zu führen. Nach Aussage von Christian Vahlefeld waren die Rezeßgelder bezahlt worden. Am 31. Mai des Jahres 1838 wurde das Längenfeld neu verliehen. Am 3. Februar des Jahres 1847 wurde das Bergwerk wieder in Betrieb genommen. Das Grubenfeld wurde aus dem Feld Diederich herausgelöst. Es wurde zunächst ein alter Schacht aufgewältigt, anschließend wurde mit dem Abbau begonnen. Im Jahr 1855 war das Bergwerk noch eigenständig in Betrieb. Im Jahr 1899 wurde das Bergwerk der Zeche Vereinigte Bickefeld Tiefbau zugeschlagen.